# Arc-lès-Gray
Pour les articles homonymes, voir Arc et Gray.
Arc-lès-Gray  (prononcé [aʁk lɛ ɡʁɛ]) est une commune française située dans le département de la Haute-Saône, en Franche-Comté, dans la région administrative Bourgogne-Franche-Comté. Elle fait partie de la communauté de communes Val de Gray.
Ses habitants, appelés les Arcois, étaient au nombre de 2 410 en 2022. La commune fait partie de l'agglomération de Gray qui compte 9 314 habitants.
Second pôle industriel du département après Vesoul, Arc-lès-Gray compte sur son territoire de nombreux commerces et entreprises, dont l'usine John Deere, spécialisée dans le machinisme agricole et employant plus de 400 salariés.

## Géographie

### Localisation
La commune d'Arc-lès-Gray se trouve dans le sud du département de la Haute-Saône, en Franche-Comté. Elle est située à équidistance des villes de Besançon, Dijon et Dole (45 km) et est proche de Vesoul (préfecture du département) et Langres (60 km).

#### Communes limitrophes
|          | Chargey-lès-Gray | Rigny |
| Nantilly | Arc-lès-Gray     |       |
| Mantoche | Gray-la-Ville    | Gray  |

### Climat
Pour des articles plus généraux, voir Climat de la Bourgogne-Franche-Comté et Climat de la Haute-Saône.
En 2010, le climat de la commune est de type climat des marges montargnardes, selon une étude du Centre national de la recherche scientifique s'appuyant sur une série de données couvrant la période 1971-2000. En 2020, Météo-France publie une typologie des climats de la France métropolitaine dans laquelle la commune est dans une zone de transition entre le climat océanique altéré et le climat océanique altéré et est dans la région climatique Lorraine, plateau de Langres, Morvan, caractérisée par un hiver rude (1,5 °C), des vents modérés et des brouillards fréquents en automne et hiver.
Pour la période 1971-2000, la température annuelle moyenne est de 10,7 °C, avec une amplitude thermique annuelle de 17,6 °C. Le cumul annuel moyen de précipitations est de 908 mm, avec 12,1 jours de précipitations en janvier et 8,6 jours en juillet. Pour la période 1991-2020, la température moyenne annuelle observée sur la station météorologique de Météo-France la plus proche, « Chargey-lès-Gray », sur la commune de Chargey-lès-Gray à 4 km à vol d'oiseau, est de 11,5 °C et le cumul annuel moyen de précipitations est de 834,3 mm. 
La température maximale relevée sur cette station est de 39,3 °C, atteinte le 25 juillet 2019 ; la température minimale est de −18,2 °C, atteinte le 20 décembre 2009,,.
| Mois                                  | jan.           | fév.           | mars           | avril         | mai           | juin          | jui.          | août           | sep.          | oct.          | nov.            | déc.           | année      |
| ------------------------------------- | -------------- | -------------- | -------------- | ------------- | ------------- | ------------- | ------------- | -------------- | ------------- | ------------- | --------------- | -------------- | ---------- |
| Température minimale moyenne (°C)     | 0,4            | 0,5            | 2,9            | 5,5           | 9,2           | 12,5          | 14,2          | 14,1           | 10,9          | 7,9           | 3,6             | 1,1            | 6,9        |
| Température moyenne (°C)              | 2,9            | 3,9            | 7,5            | 11            | 14,7          | 18,5          | 20,3          | 20             | 16,3          | 12            | 6,7             | 3,6            | 11,5       |
| Température maximale moyenne (°C)     | 5,5            | 7,4            | 12,1           | 16,4          | 20,2          | 24,5          | 26,4          | 25,9           | 21,7          | 16,1          | 9,7             | 6              | 16         |
| Record de froid (°C) date du record   | −12,5 13.01.03 | −12,7 05.02.12 | −11,2 02.03.05 | −4,5 04.04.22 | −0,1 03.05.21 | 2,5 04.06.01  | 6,7 30.07.15  | 5,6 28.08.1998 | 2,6 20.09.12  | −4,6 29.10.12 | −9,4 24.11.1998 | −18,2 20.12.09 | −18,2 2009 |
| Record de chaleur (°C) date du record | 16,6 01.01.23  | 21,1 27.02.19  | 24,1 31.03.21  | 27,7 25.04.07 | 31,7 24.05.09 | 36,8 18.06.22 | 39,3 25.07.19 | 39,3 12.08.03  | 33,9 05.09.23 | 27,6 07.10.09 | 21,9 07.11.15   | 16,6 17.12.19  | 39,3 2019  |
| Ensoleillement (h)                    | 699            | 991            | 1 645          | 198           | 2 217         | 2 552         | 2 542         | 2 286          | 1 894         | 1 237         | 721             | 576            | 1 934      |
| Précipitations (mm)                   | 61,1           | 50,3           | 60             | 64,3          | 81,5          | 70,8          | 76,9          | 76,9           | 62            | 82            | 80,1            | 68,4           | 834,3      |

| Diagramme climatique                                  |            |           |             |             |              |              |              |            |           |            |          |
| J                                                     | F          | M         | A           | M           | J            | J            | A            | S          | O         | N          | D        |
| 5,50,461,1                                            | 7,40,550,3 | 12,12,960 | 16,45,564,3 | 20,29,281,5 | 24,512,570,8 | 26,414,276,9 | 25,914,176,9 | 21,710,962 | 16,17,982 | 9,73,680,1 | 61,168,4 |
| Moyennes : • Temp. maxi et mini °C • Précipitation mm |            |           |             |             |              |              |              |            |           |            |          |

Les paramètres climatiques de la commune ont été estimés pour le milieu du siècle (2041-2070) selon différents scénarios d'émission de gaz à effet de serre à partir des nouvelles projections climatiques de référence DRIAS-2020. Ils sont consultables sur un site dédié publié par Météo-France en novembre 2022.

## Urbanisme

### Typologie
Au 1er janvier 2024, Arc-lès-Gray est catégorisée petite ville, selon la nouvelle grille communale de densité à sept niveaux définie par l'Insee en 2022.
Elle appartient à l'unité urbaine de Gray, une agglomération intra-départementale regroupant quatre  communes, dont elle est une commune de la banlieue,,. Par ailleurs la commune fait partie de l'aire d'attraction de Gray, dont elle est une commune du pôle principal,. Cette aire, qui regroupe 63 communes, est catégorisée dans les aires de moins de 50 000 habitants,.

### Occupation des sols
L'occupation des sols de la commune, telle qu'elle ressort de la base de données européenne d’occupation biophysique des sols Corine Land Cover (CLC), est marquée par l'importance des territoires agricoles (54,8 % en 2018), en diminution par rapport à 1990 (56,3 %). La répartition détaillée en 2018 est la suivante : 
terres arables (40,5 %), forêts (19,3 %), zones industrielles ou commerciales et réseaux de communication (12 %), zones agricoles hétérogènes (12 %), zones urbanisées (11,4 %), eaux continentales (2,5 %), prairies (2,3 %). L'évolution de l’occupation des sols de la commune et de ses infrastructures peut être observée sur les différentes représentations cartographiques du territoire : la carte de Cassini (XVIIIe siècle), la carte d'état-major (1820-1866) et les cartes ou photos aériennes de l'IGN pour la période actuelle (1950 à aujourd'hui).

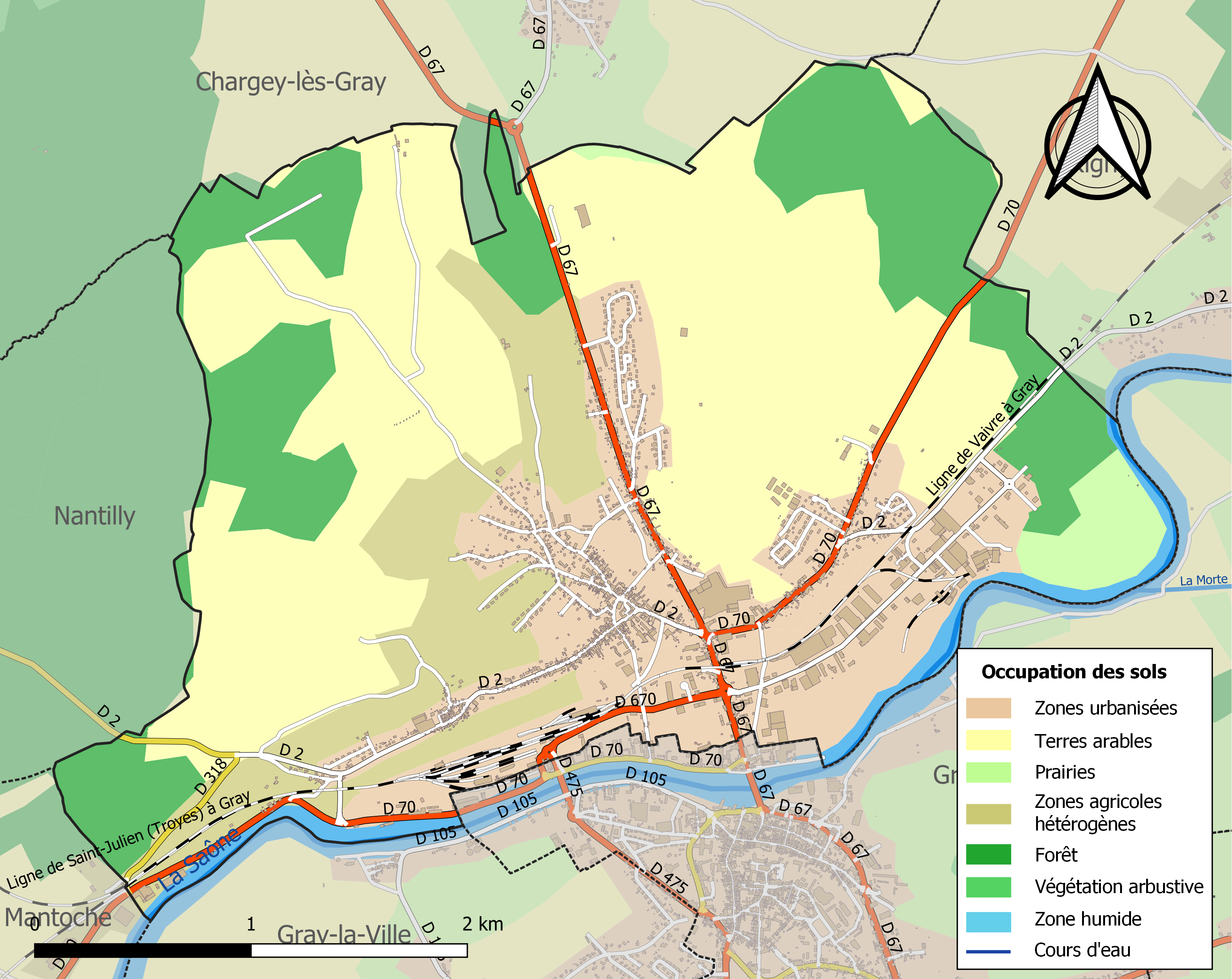
Carte des infrastructures et de l'occupation des sols de la commune en 2018 (CLC).

### Morphologie urbaine
Le quartier des Bourgeons ainsi que le centre-ville forment les 2 principaux quartiers. Arc est également formé de plusieurs lotissements comme les Aubépins, situés aux Bourgeons.

### Logement
Arc-lès-Gray compte 1 381 logements en 2018. Parmi ceux-ci, 88 % sont des résidences principales, 1,5 % sont des résidences secondaires et 10,5 % sont des logements vacants. Ils se répartissent en 65,6 % de maisons individuelles et 34,4 % d'appartements.
Le nombre d'habitants propriétaires de leur logement est de 61,2 %, ce qui est légèrement supérieur à la moyenne nationale qui est de 57,5 %. Le nombre de locataires est de 37,2 % sur l'ensemble des logements, ce qui est inférieur à la moyenne nationale qui est de 40,2 %. On peut noter également que 1,6 % des habitants de la commune sont des personnes logées gratuitement, alors qu'au niveau de l'ensemble de la France le pourcentage est de 2,2 %.
Toujours sur l'ensemble des logements de la commune, 1,5 % sont des studios, 6,9 % sont des logements de deux pièces, 19,5 % en ont trois, 30,1 % des logements disposent de quatre pièces et 42 % des logements ont cinq pièces ou plus.

### Voies de communication et transports

#### Transport ferroviaire

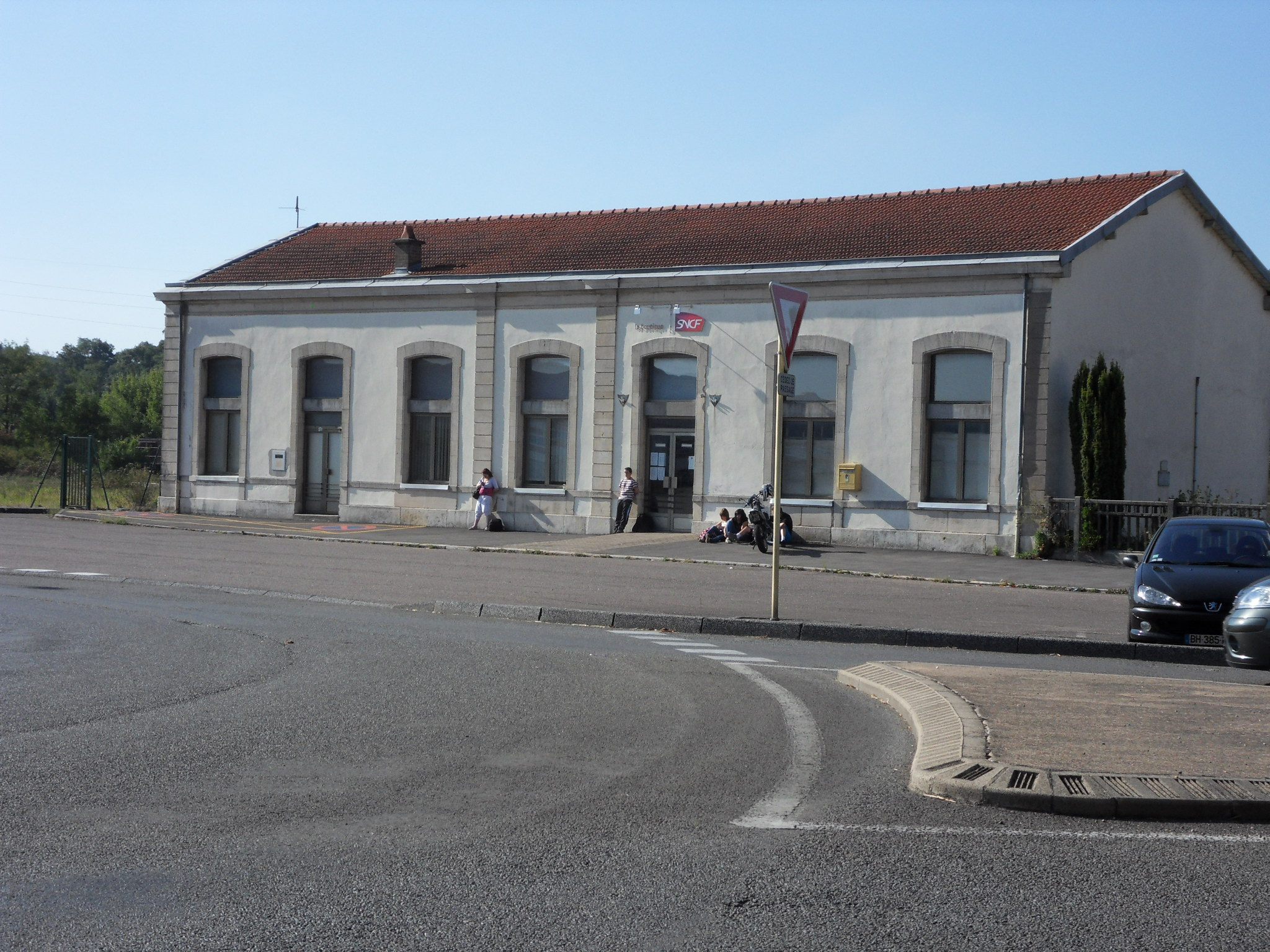
La gare SNCF de Gray.

La gare de Gray, située sur les lignes Culmont-Chalindrey - Gray, Gray - Saint-Jean-de-Losne, Troyes - Gray et Vaivre - Gray, desservait la ville jusqu'en 1970, lors de sa fermeture. Aujourd'hui, les voies restent entretenues et ouvertes au fret. La gare TGV la plus proche est la gare de Besançon Franche-Comté TGV, située à 41 km.

#### Voies routières
- A31 : sortie Dijon no 4 puis D.70 (41 km)
- A36 : sortie Besançon no 3 puis D.67 (38 km)
- A39 : sortie Dole no 6 puis D.475 (40 km)
- A31 : Sortie Langres no 6 puis D.67 (53 km)
- Gray/Vesoul : D.474 (56 km)

## Toponymie
Arcus (mot latin), origine du mot Arc, attribué sans doute par les habitants de Gray, désigne ainsi le village séparé de sa cité par un pont. La cité est mentionnée pour la première fois en 1144 dans la chronique de Bèze (Côte-d'Or).

## Histoire
Passant par la seigneurie de Gray au fief d'Autrey, elle devint possession de la famille Vergy. Détruite par les guerres en 1477 puis par la conquête française en 1674, Arc dut lutter constamment pour conserver son autonomie face à Gray.
L'église du XVIIIe siècle dépend de la paroisse du doyenné de Gray puis successivement du diocèse de Langres, de Dijon et enfin de Besançon après le concordat de 1802.
De 1806 à 1827, Gray, La Maison-du-Bois et Arc ne forment qu'une seule commune, avant de se séparer à nouveau. La Maison-du-Bois est alors transférée à Arc-lès-Gray,.

## Politique et administration

### Rattachements administratifs et électoraux
La commune fait partie de l'arrondissement de Vesoul du département de la Haute-Saône, en région Bourgogne-Franche-Comté. Pour l'élection des députés, elle dépend de la première circonscription de la Haute-Saône.
Elle fait partie depuis 1801 du canton de Gray (dont la composition a été modifiée dans le cadre du redécoupage cantonal de 2014 en France, passant de 21 à 24 communes).

### Intercommunalité
La commune était l'un des fondateurs du District urbain de Gray, qui s'est transformé en 2013 pour devenir l'ancienne communauté de communes Val de Gray.
L'article 35 de la loi no 2010-1563 du 16 décembre 2010 « de réforme des collectivités territoriales » prévoyait d'achever et de rationaliser le dispositif intercommunal en France, et notamment d'intégrer la quasi-totalité des communes françaises dans des EPCI à fiscalité propre, dont la population soit normalement supérieure à 5 000 habitants.
Dans ce cadre, le schéma départemental de coopération intercommunale (SDCI) approuvé par le préfet de Haute-Saône le 23 décembre 2011 a prévu la fusion de cette intercommunalité avec la petite communauté de communes du Pays d'Autrey, auxquelles plusieurs communes jusqu'alors isolées devraient se joindre.
La commune est donc membre depuis le 1er janvier 2013 de la nouvelle communauté de communes Val de Gray.

## Équipements et services publics

### Parcs et espaces verts

#### Le parc Lamugnière

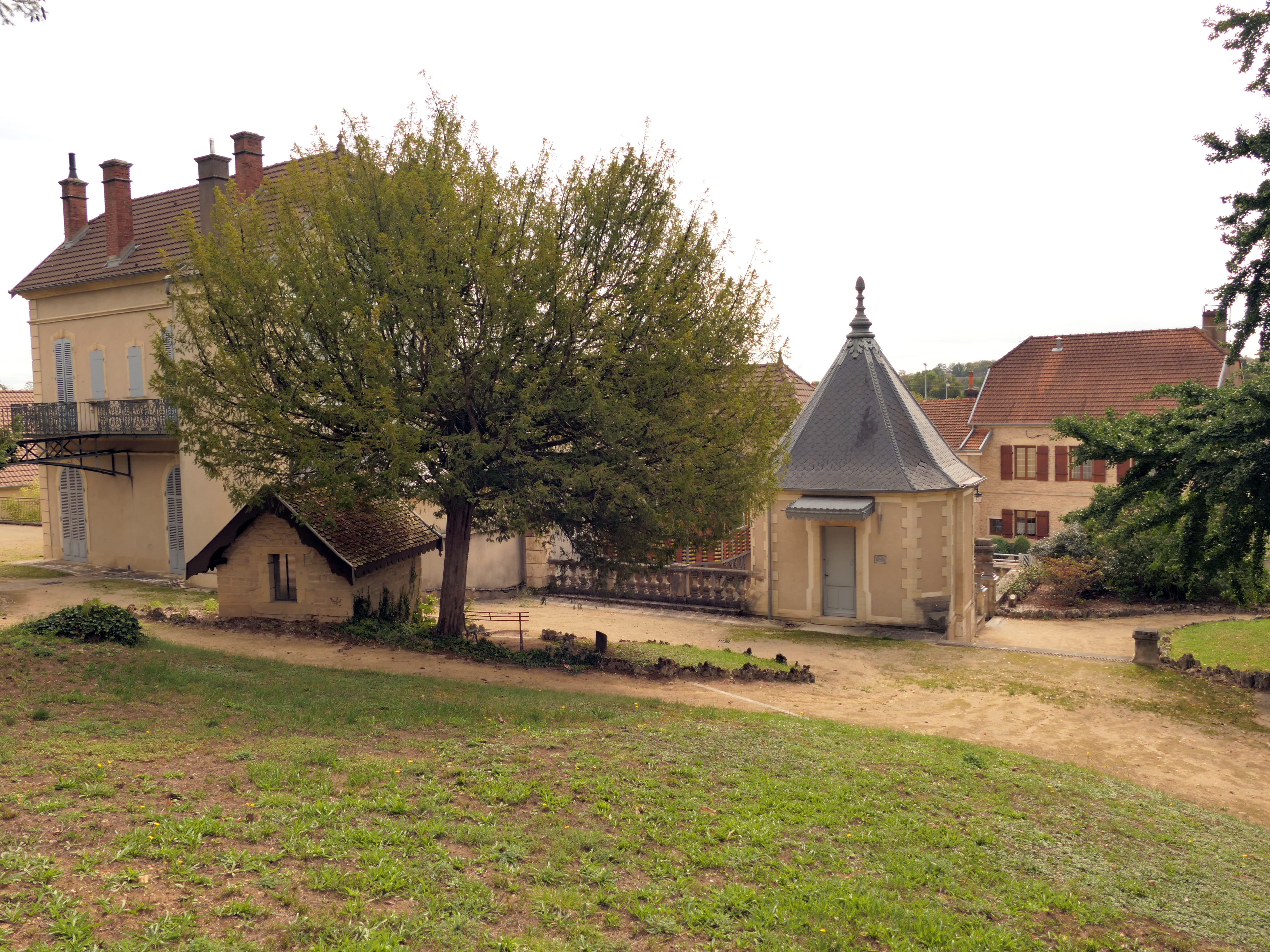
Parc Lamugnière

Situé sur un terrain pentu, le parc est orné d’essences d’arbres remarquables et de qualités : ginkgo biloba, hêtre, cèdre, acajou, tilleul... Sa situation géographique et topographique permet des vues panoramiques sur Arc et notamment sur Gray. En juin 1993, le parc est classé au titre de la mise en valeur et de la protection des espaces par le ministère des Transports, de l'Équipement, du Tourisme et de la Mer et la Direction de l’Architecture et de l’Urbanisme. La Maison principale, l’Orangerie et le pavillon Chinois accueillent désormais les associations de la cité arcoise pour leurs activités, et différentes manifestations. Le pavillon chinois, la serre, les bassins et les allées offrent un aménagement harmonieux pour ce lieu d’environ 1,50 hectare ouvert au public. Les derniers aménagements (luminaires, mobiliers extérieurs) et plantations (fruitiers, végétaux, fleurs…) offrent aux visiteurs la découverte d’un parc et d’un jardin extraordinaire qui ont été inaugurés en présence du préfet de la Haute-Saône et diverses personnalités du département et de la région le 24 mai 2003.

### Enseignement
Arc-lès-Gray est située dans l'académie de Besançon.
La commune dispose de deux ensembles scolaires publics pour les classes maternelles et primaires : 
- L'école maternelle des Bourgeons située dans le quartier des Bourgeons est ouverte aux enfants de deux à cinq ans. Elle a été mise en service en 1966 afin de donner un service de proximité aux familles de la route de Chargey-les-Gray et celles récemment installées dans le nouveau lotissement.

Pendant quelques années, les cours ont été prodigués dans des bâtiments préfabriqués, jusqu'en 1971 où les locaux actuels ont été construits.
Actuellement[Quand ?], 52 élèves sont accueillis dans les deux classes de cet établissement.
- Le groupe scolaire Louis-Pergaud, situé au centre du bourg à quelques pas de la mairie. C'est la principale école de la ville, elle regroupe des classes maternelles et primaires.

Construit en 1993, il a regroupé sous le nom de groupe scolaire Louis-Pergaud l'école Courbet qui était située près de la Poste (ancienne école des filles), l'école maternelle du Centre dont les bâtiments ont été intégrés dans le nouvel ensemble et l'école Pergaud (ancienne école des garçons) dont les locaux ont également été intégrés.
Ce groupe scolaire comporte trois classes maternelles et 8 classes primaires pour un effectif de 224 élèves dont 65 en maternelle et 159 en primaire[Quand ?].
Les deux écoles publiques sont équipées informatiquement et fonctionnent en réseau. Un tableau numérique et des vidéoprojecteurs équipent également les classes dans le cadre d'un programme pédagogique favorisant les nouvelles technologies d'information et de communication.

#### Périscolaire
Le groupe scolaire Louis-Pergaud possède un restaurant scolaire vaste et clair qui accueille le midi les enfants de primaire et maternelle issus de tous les établissements.
Un accueil est assuré dans le cadre d'un CLAE (centre de loisirs associé à l'école) qui prend en charge les élèves avant et après les classes, le mercredi et pendant les vacances.

### Santé
L'hôpital le plus proche est le centre hospitalier du Val-de-Saône-Pierre-Vitter situé à Gray.

### Justice
Les juridictions de l'ordre judiciaire de premier degré dont dépend la commune sont localisées à Vesoul (tribunaux judiciaire, de commerce et conseil de prud'hommes). Au second degré, la commune dépend de la cour d'appel de Besançon. Les juridictions de l'ordre administratif dont dépend la commune sont localisées à Besançon pour le premier degré (tribunal administratif) et à Nancy pour le second degré (cour administrative d'appel).

## Population et société

### Démographie
L'évolution du nombre d'habitants est connue à travers les recensements de la population effectués dans la commune depuis 1793. Pour les communes de moins de 10 000 habitants, une enquête de recensement portant sur toute la population est réalisée tous les cinq ans, les populations de référence des années intermédiaires étant quant à elles estimées par interpolation ou extrapolation. Pour la commune, le premier recensement exhaustif entrant dans le cadre du nouveau dispositif a été réalisé en 2006.

En 2022, la commune comptait 2 410 habitants, en évolution de −5,01 % par rapport à 2016 (Haute-Saône : −1,4 %, France hors Mayotte : +2,11 %).
| 1793  | 1800  | 1831  | 1836  | 1841  | 1846  | 1851  | 1856  | 1861  |
| ----- | ----- | ----- | ----- | ----- | ----- | ----- | ----- | ----- |
| 1 001 | 1 266 | 1 717 | 1 811 | 1 936 | 1 951 | 2 094 | 2 226 | 2 166 |

| 1866  | 1872  | 1876  | 1881  | 1886  | 1891  | 1896  | 1901  | 1906  |
| ----- | ----- | ----- | ----- | ----- | ----- | ----- | ----- | ----- |
| 2 512 | 2 644 | 2 815 | 2 699 | 2 744 | 2 758 | 2 636 | 2 827 | 2 898 |

| 1911  | 1921  | 1926  | 1931  | 1936  | 1946  | 1954  | 1962  | 1968  |
| ----- | ----- | ----- | ----- | ----- | ----- | ----- | ----- | ----- |
| 2 751 | 2 807 | 2 919 | 2 814 | 2 681 | 2 693 | 2 555 | 2 729 | 3 108 |

| 1975  | 1982  | 1990  | 1999  | 2006  | 2011  | 2016  | 2021  | 2022  |
| ----- | ----- | ----- | ----- | ----- | ----- | ----- | ----- | ----- |
| 3 153 | 3 220 | 3 121 | 2 904 | 2 676 | 2 572 | 2 537 | 2 451 | 2 410 |

### Manifestations culturelles et festivités
- Depuis 2011, un festival de théâtre "Festival en Arc" est organisé durant deux week-ends de septembre. Ce festival à la programmation éclectique rassemble chaque année 2 500 spectateurs[30].
- De nombreux commerces du canton de Gray s'installent le long de la zone industrielle des Giranaux pour la foire aux Giranaux à l'automne.
- Depuis 2014 la Halle Perrey scintille sous les décors pour son marché de Noël qui ne cesse de grandir, début décembre.
- Le parc Lamugnière accueille des manifestations toute l'année : fêtes, exposition
- Le Jeu des 1000 euros a été enregistré dans la ville en 2009.
- La veille de la fête nationale, le soir du 13 juillet, a lieu un concert gratuit au stade avec chaque année une star de la musique française.
- La Fonderie d’Arc-lès-Gray accueille des soirées privées musicales et théâtrales[31].

### Sports et loisirs

#### Installations sportives
On compte deux terrains de football au stade dont un gazonné ainsi que deux terrains de tennis et un boulodrome couvert. De nombreux chemins (aménagés ou non) et petites routes sillonnent la campagne et la forêt, permettant de réaliser d'agréables randonnées ou des circuits de VTT.

#### Clubs et sports pratiqués
- Arc Accueil Loisirs
- Association culturelle arcoise
- Association Théâtres et Fêtes en Arc (Festival en Arc)
- Bibliothèque pour Tous
- Club Arc en Ciel
- Éducation Canine Arcoise
- Entente cycliste Arc-Gray
- Espérance Football Arc-Gray
- Gymnastique volontaire
- Initiation au yoga
- Jardiniers de France
- La pétanque arcoise
- Les trompes Val de Gray
- Rives Guitares
- Rugby (RCPG)
- Rugbyturé
- Scrabble Val de Gray
- Société de pêche Gray-Arc
- Société de chasse ACCA
- Star' Arc (danse)

#### Évènements sportifs
Les associations sociales comme le Kiwanis ou les Dons d'organes organisent chaque année des parcours à vélo ou à pied.

### Médias
Arc-lès-Gray tient fréquemment une place dans L'Est républicain et La Presse de Gray, est couvert par les programmes de France 3 Franche-Comté, de la TNT et par la 5G.

## Économie

### Emploi
Le taux de chômage, en 2018, s'élève à 11,5 %, avec un nombre total de 166 chômeurs. Le taux d'activité entre 15 et 64 ans s'établit à 72,3 % ce qui est légèrement inférieur à la moyenne nationale qui est de 74,1 %. On comptait 60,9 % d'actifs contre 9,9 % de retraités dont le nombre est supérieur à la moyenne nationale qui est de 6,4 %. Il y avait 7,9 % d'élèves, étudiants et stagiaires et 9,8 % de personnes sans activité.
Répartition des emplois par domaine d'activité en 2018
|                             | Agriculteurs | Artisans, commerçants, chefs d'entreprise | Cadres et professions intellectuelles supérieures | Professions intermédiaires | Employés | Ouvriers |
| --------------------------- | ------------ | ----------------------------------------- | ------------------------------------------------- | -------------------------- | -------- | -------- |
| Arc-lès-Gray                | 0 %          | 3,9 %                                     | 13,6 %                                            | 23,9 %                     | 12,8 %   | 45,8 %   |
| Moyenne nationale           | 1,6 %        | 6,8 %                                     | 18,4 %                                            | 26 %                       | 27,5 %   | 19,8 %   |
| Sources des données : Insee |              |                                           |                                                   |                            |          |          |

### Entreprises et commerces

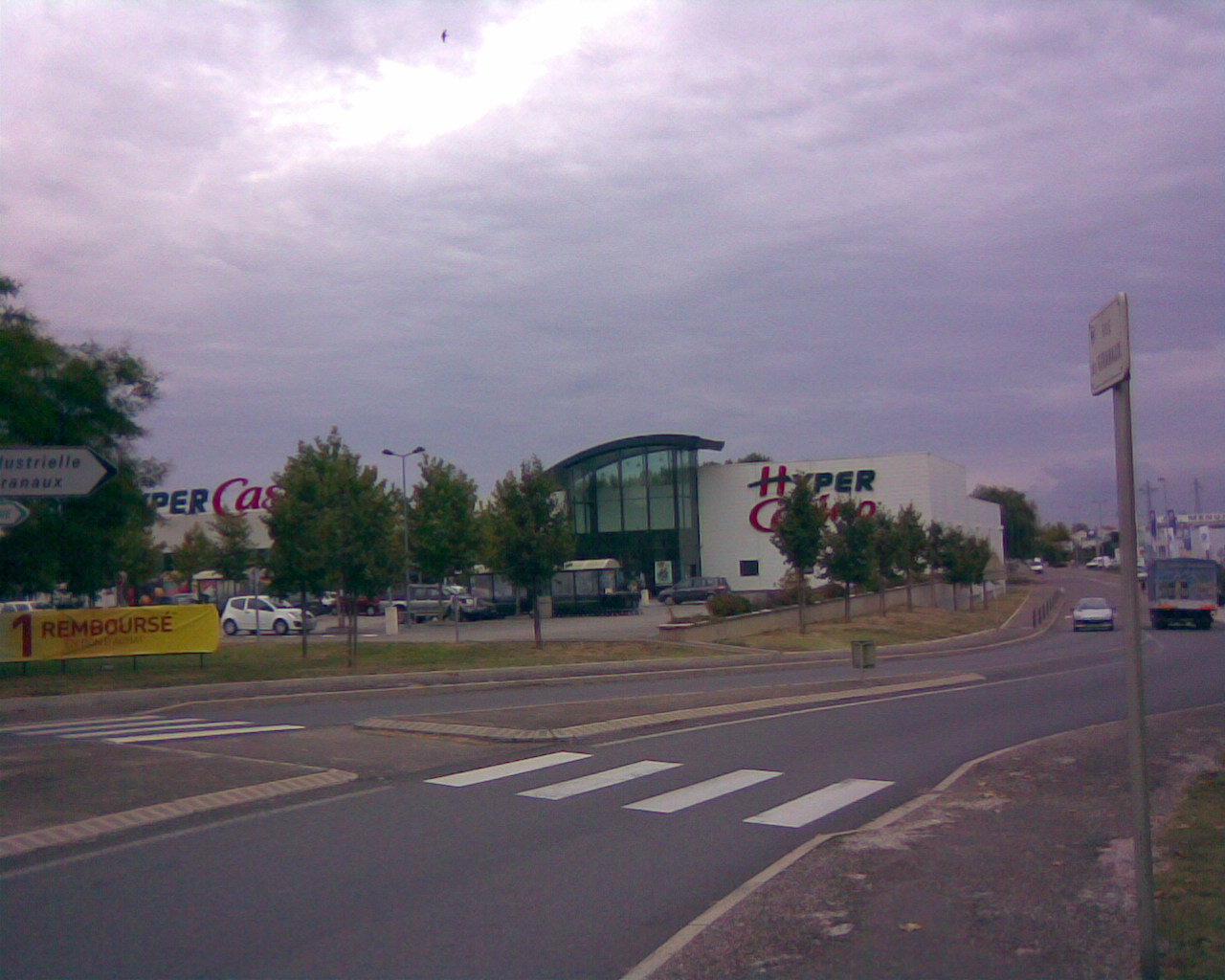
Supermarché Casino dans la zone industrielle des Giranaux.

Arc-lès-Gray est qualifiée de second pôle industriel du département par la qualité et la diversité des entreprises et commerces implantés sur les zones artisanales et commerciales en constante évolution, dans des domaines très variés : machinerie agricole, automatismes et motorisations pour volets roulants, production de citernes pour matières dangereuses, coopérative agricole[réf. nécessaire]...
De nombreux services médicaux et paramédicaux sont également présents dans le centre-ville. Le commerce local offre à la population les équipements nécessaires à ses besoins. Le dynamisme des commerces est présent au cœur de la cité et sur les zones industrielles des Giranaux et des Parcs.
L'usine de matériels agricoles John Deere est située à Arc-lès-Gray.

## Culture locale et patrimoine

### Lieux et monuments
- L'église : datant du XVIIIe siècle, elle dépend du diocèse de Besançon. C'est un bâtiment classé. Elle comporte un orgue, une Vierge en bois doré et différentes œuvres d'art sacrées.
- Le lavoir : un grand lavoir ancien et majestueux à suites d’arcades, à colonnes engagées, entablements et gouttereaux est situé dans le quartier de la Maison du Bois. Il est mis en eau, la charpente est admirable. Il a été construit en 1883 par M. Delanne.
- La poste : la poste d'Arc est un très ancien lavoir communal reconnaissable à ses arcades. Il est situé face à l'hôtel de ville.

### Personnalités liées à la commune
- Robert Bonnaventure (1920-2015), cycliste sur route, né à Arc-lès-Gray.
- Michel Bur (1933), historien, né dans la commune.

### Héraldique
| Blason de Arc-lès-Gray | Blason  | Coupé de gueules à fontaine du lieu d'or, et d'azur au pont d'une arche et deux demies d'or, bordé d'argent et posé sur une mer d'argent ondée de deux pièces d'azur. |
| Blason de Arc-lès-Gray | Détails | Le statut officiel du blason reste à déterminer. |